# Humanismo integral
Humanismo Integral (título original en francés: Humanisme intégral) es el nombre de un libro de Jacques Maritain publicado en París en 1936 por Fernand Aubier. En ese mismo año se editó en español por Ediciones Carlos Lohlé, en Buenos Aires. 

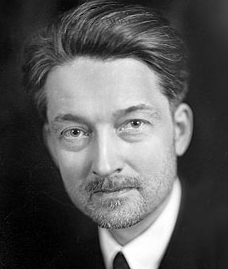
Jacques Maritain

## Doctrina Social de la Iglesia
Este concepto fue asumido por la Iglesia católica y hecho parte de la Doctrina Social de la Iglesia. El Papa Pablo VI considera este texto en la bibliografía de la Encíclica Populorum Progressio (n.º 42), afirmando respecto a un humanismo que tienda al Absoluto: "Tal es el verdadero y pleno humanismo que se ha de promover". Posteriormente el Papa Juan Pablo II en reiteradas ocasiones se refirió a la necesidad de promover "los valores de un humanismo integral, fundado en el reconocimiento de la verdadera dignidad y de los derechos del hombre, abierto a la solidaridad cultural, social y económica entre personas, grupos y naciones, con la conciencia de que una misma vocación agrupa a toda la humanidad"
Aparece como un aspecto clave de la Doctrina Social de la Iglesia en el Compendio de ésta, publicado por el Pontificio Consejo Justicia y Paz el año 2004.